# 穆羅姆斯科耶湖 (卡累利阿共和國)
61°30′00″N 36°20′43″E / 61.5°N 36.3453°E
穆羅姆斯科耶湖（俄语：Муромское），是俄羅斯的湖泊，位於該國西北部，由卡累利阿共和國負責管轄，長9.4公里、寬6.8公里，面積38.5平方公里，海拔高度33.2米，湖岸線長度36.4公里，平均水深2.4米，最大水深3.5米。